# Konoha-Maru Sarutobi
 (juin 2024).
Konoha-Maru Sarutobi (猿飛 木ノ葉丸, Sarutobi Konohamaru) est un personnage du manga Naruto.
Son nom est composé du nom de son village, Konoha- (木ノ葉) et de -maru (丸) qui est un suffixe courant dans les noms masculins japonais.

## Profil

Lunettes de Naruto reprises par l'équipe de Konoha-Maru.

Konoha-Maru est le petit-fils d'Hiruzen Sarutobi, le 3e Hokage.
Bien qu'il profite de son statut pour obtenir ce qu'il veut, il souhaite être reconnu pour lui-même, et pas seulement en tant que petit-fils du 3e Hokage. Pour cette raison, il souhaite devenir Hokage et s'entraîne sous les ordres d'Ebisu, un professeur d'élite, pour y parvenir. Konoha-Maru aime beaucoup son grand-père mais est aussi très en colère envers lui, car c'est à cause de lui qu'il n'est pas reconnu pour ce qu'il est. D'ailleurs, lors de sa première apparition dans le manga, il attaque son grand-père à l'aide d'un shuriken en disant « Tu es mort, vieux crouton, le titre d’Hokage est à moi ! », mais il trébuche et tombe avant de lancer son shuriken. D'après le Hokage, cela serait la 20e fois qu'il l'attaque lors de cette journée.
Pendant l'entretien entre Naruto Uzumaki et le Hokage, Konoha-Maru a vu que Naruto a fait tomber à la renverse son grand-père avec la technique du Sexy-méta. Constatant qu'en plus, Naruto est le seul à oser lui donner une correction, malgré sa parenté avec le 3e Hokage, il souhaite s'entraîner sous ses ordres, dans le but de devenir Hokage. Après avoir appris la technique du Sexy-méta (mal maîtrisée au début), il tente de battre Ebisu, son ancien professeur, en vain. Naruto empêche ce dernier de reprendre Konoha-Maru en créant une nouvelle technique qui combine le « Multi clonage » et le « Sexy-méta » : la « technique du harem » (Harem no Jutsu). Konoha-Maru quitte ensuite Naruto qu'il considère désormais comme son rival pour le titre de Hokage.
Il tente par la suite d'impressionner ce dernier par de très mauvaises techniques de dissimulation (il se déguise par exemple en rocher avec des yeux et une forme parfaitement rectangulaire), accompagné de ses deux compagnons d'équipe, Udon et Moegi, avec qui il forme « le commando d'élite Konoha-Maru ».
Deux ans plus tard après le retour de Naruto à Konoha, il améliore le Sexy-Méta et le multi clonage. Il est très affecté par le décès de son oncle, Asuma.
Lors de l'invasion de Konoha par Pain, alors qu'Ebisu allait être tué par Jigokudô, un des corps de Pain pour ne pas avoir voulu trahir Naruto. Konoha-Maru sauve son tuteur, et provoque l' avatar de Pain, Jigokudô en duel, utilisant le « Rasengan », que Naruto lui avait enseigné, à la grande surprise d'Ebisu.
Une quinzaine d’années après la fin de la 4e grande guerre ninja, Konoha-Maru est devenu jōnin instructeur et gronde Boruto Uzumaki pour avoir voulu attaquer le Hokage avec un shuriken ; Naruto se fait ironiquement la remarque que Konoha-Maru faisait le même genre de bêtises avec le 3e Hokage du temps de leur jeunesse.
Il apparait également dans le film Boruto, ou il est le jōnin responsable de l'équipe formée par Boruto Uzumaki, Sarada Uchiwa et Mitsuki, le fils d'Orochimaru. 
Dans un one-shot paru en bonus du film, il est précisé que les parents de Konoha-Maru sont des ninjas membres de l'ANBU, autrefois employés à la protection rapprochée du 3e Hokage, sans qu’il ne soit précisé s’ils sont encore en vie.

## Techniques
Nature du chakra: Katon, Fûton
Les techniques ci-dessous sont toutes tirées du manga et utilisées officiellement par Konoha-Maru. Elles sont placées par ordre d'apparition.
- Technique de dissimulation (隠れ蓑の術, Kakure Mino no jutsu?)[4],[5]
Konoha-Maru se dissimule (de manière pas très efficace !) pour suivre Naruto.
- Sexy-jutsu (おいろけの術, Oiroke no jutsu?)[4],[6] — rang E
Konoha-Maru se transforme en femme nue, la plus sexy possible, créant une diversion assez originale contre son adversaire. Lors de ses premiers essais, ses transformations ne sont pas du tout sexy, provoquant l'agacement de Naruto.
- Multi Clonage (影分身の術, Kage Bunshin no jutsu?)[7],[8] — rang B
Cette technique permet de créer un clone consistant avec une volonté propre et pouvant effectuer des techniques.
- Ero-technique – ébats féminins (おいろけ・女の子どうしの術, Oiroke - Onna no ko dōshi no jutsu?)[7],[9] — rang D
Technique créée par Konoha-Maru. Après avoir appris le « Multi Clonage » : Konoha-Maru utilise le « Sexy-Meta » pour transformer son clone et lui-même en voluptueuses jeunes femmes qui se caressent mutuellement.
- Ero-technique – ébats masculins (おいろけ・男の子どうしの術, Oiroke - Otoko no ko dōshi no jutsu?)[7],[9] — rang D
Après que Sakura ait critiqué l'« Ero-technique – ébats féminins », qui ne peut marcher, d'après elle, que sur des pervers comme Naruto ou Konoha-Maru, celui-ci utilise une variante montrant Sasuke et Saï nus se caressant mutuellement, révélant la vraie nature de Sakura qui semble apprécier la scène.
- L'orbe tourbillonnant (螺旋丸, Rasengan?)[10],[11] — rang A
Créé par le  quatrième Hokage et enseigné par Naruto[12], cette technique consiste à concentrer une quantité incroyable de chakra et à le faire tourner dans le creux de la main afin d'en faire une sphère parfaite pouvant tout balayer sur son passage. Konoha-Maru l'utilisera pour la première fois face au corps Jigokudô de Pain, qu'il a d'ailleurs vaincu de cette manière. Plus tard, il enseigne cette technique à Boruto.

### Anime
- Katon - Les nuées ardentes (火遁・灰積焼, Katon - Haisekishō?)[13]
Konoha-Maru crache un grand nuage de cendres sur l’adversaire.
- Shuriken multi clonage (手裏剣影分身の術, Shuriken kage bunshin no jutsu?)[14],[13] — Rang A
Permet de cloner un shuriken lancé qui se démultiplie en de nombreux shuriken ayant une véritable consistance (clonage de l'ombre).
Les clones de shuriken finissent néanmoins par disparaître après avoir atteint leur cible.
- Invocation (口寄せの術, Kuchiyose no jutsu?)[15] — rang C
Technique servant à invoquer des animaux ou des objets dont la puissance ou l'importance est déterminée selon la quantité de chakra utilisée.
Dans l'anime Boruto, Konohamaru possède deux animaux d'invocations: un crapaud géant nommé Gamagoro et un petit singe, Enra, qui possède une excellente lecture du combat et peut se transformer en une arme indestructible et d'une grande puissance.

### Databooks
- (ja) Masashi Kishimoto, NARUTO - Hiden Rin no Sho (NARUTO―ナルト―［秘伝・臨の書］?) : Characters Official Data Book (キャラクターオフィシャルデータBOOK?), Tōkyō, Shūeisha, coll. « Jump Comics (ジャンプコミックス, Janpu Comikkusu?) / Naruto »,‎ 4 juillet 2002, 272 p., shinsho (新書?) / Tankōbon / 175x115mm (ISBN 4-08-873288-X et 978-4-08-873288-6, présentation en ligne)
- (ja) Masashi Kishimoto, NARUTO - Hiden Tō no Sho (NARUTO―ナルト―［秘伝・闘の書］?) : Characters Official Data Book (キャラクターオフィシャルデータBOOK?), Tōkyō, Shūeisha, coll. « Jump Comics (ジャンプコミックス, Janpu Comikkusu?) / Naruto »,‎ 4 avril 2005, 320 p., shinsho (新書?) / Tankōbon / 175x115mm (ISBN 4-08-873734-2 et 978-4-08-873734-8, présentation en ligne)
- (ja) Masashi Kishimoto, NARUTO - Hiden Sha no Sho (NARUTO―ナルト―［秘伝・者の書］?) : Characters Official Data Book (キャラクターオフィシャルデータBOOK?), Tōkyō, Shūeisha, coll. « Jump Comics (ジャンプコミックス, Janpu Comikkusu?) / Naruto »,‎ 4 septembre 2008, 360 p., shinsho (新書?) / Tankōbon / 175x115mm (ISBN 978-4-08-874247-2, présentation en ligne)

### TomesNarutoen français
- Masashi Kishimoto (trad. Sylvain Chollet), Naruto tome 1 : Naruto Uzumaki !!, Kana, coll. « Shonen Kana / Naruto », 9 mars 2002, 192 p., Tankōbon / 115x175mm (ISBN 2-87129-414-3 et 978-2-87129-414-6, présentation en ligne)
- Masashi Kishimoto (trad. Sébastien Bigini), Naruto tome 38 : Le fruit de l’entraînement… !!, Kana, coll. « Shonen Kana / Naruto », 19 septembre 2008, 192 p., Tankōbon / 115x175mm (ISBN 978-2-5050-0432-5, présentation en ligne)
- Masashi Kishimoto (trad. Sébastien Bigini), Naruto tome 46 : Le retour de Naruto !!, Kana, coll. « Shonen Kana / Naruto », 15 janvier 2010, 192 p., Tankōbon / 115x175mm (ISBN 978-2-5050-0788-3, présentation en ligne)